# Csillagkapu-képregények listája
Stargate SG-1 egy képregénysorozat, ami a Csillagkapu filmsorozaton alapul. Az Avatar Press adta ki 2003-ban. Ez egy limitált példányszámú sorozat, történetét James Anthony írta és Jorge Correa rajzolta.

## Eddig megjelent képregények
- Stargate SG-1 POW
- Stargate SG-1: Fall of Rome
- Stargate SG-1: Daniel's Song
- Stargate SG-1: Aris Boch
- Stargate SG-1: Ra Reborn